# Vladislav Bobák
Vladislav Bobák (krycí jméno Bredov, 4. února 1912 Horní Lhota – 12. července 1943 Věznice Plötzensee) byl český amatérský sportovní pilot, agent GRU a odbojář z období druhé světové války popravený nacisty.

## Život
Vladislav Bobák se narodil 4. února 1912 v Horní Lhotě v okrese Zlín v rodině Františka Bobáka a Juliany rozené Kovaříkové. Pracoval jako číšník, zároveň byl amatérským sportovním pilotem. Po německé okupaci v březnu 1939 přešel hranice do Polska. Po zahájení druhé světové války a porážce Polska skončil v sovětské internaci. Zde patřil mezi tzv. Hvězdáře tzn. obdivovatele a podporovatele komunistické sovětské moci. Byl zverbován vojenskou zpravodajskou službou GRU a společně s Radoslavem Seluckým, Janem Vycpálkem, Jaroslavem Lonkem a Miloslavem Hůlou v únoru 1940 odeslán pozemní cestou přes Podkarpatskou Rus a Slovensko zpět do protektorátu s úkolem zřídit zpravodajskou síť získávající informace o německém válečném průmyslu a přesunech vojsk. Nejprve se Vladislav Bobák usídlil v Praze, posléze se ale přesunul do Pardubic, kde získával informace např. z místní Explosie nebo o transportech v prostoru Hradce Králové. V období nejintenzivnější činnosti pobýval v Brně a spolupracoval s letištním mechanikem Vladimírem Volejníkem, který dodával informace z brněnského letiště, ale třeba i o dislokaci německých policejních jednotek. Telegrafistou skupiny byl inspektor amatérských radiostanic Gustav Košulič, vysílačku sestrojil Jan Habrda, součástí technické podpory byl radioamatér Alois Horký, jako kurýr sloužila rovněž pilotka Marta Delamová. Postupně se zpravodajská skupina rozšiřovala o další jména. Prostřednictvím Františka Havelky, kterého přivedl jeho bratr Ladislav Havelka, pronikla i do brněnské zbrojovky. Celá síť byla rozkryta poté, co se Radoslav Selucký sešel v Praze se svým kamrádem Jaroslavem Bednářem, který byl konfidentem gestapa. Vladislav Bobák byl zatčen 6. března 1941, dne 12. listopadu 1942 odsouzen lidovým soudem k trestu smrti a 12. července 1943 popraven v berlínské věznici Plötzensee.

## Připomínka ve Zlíně
Jméno Vladislava Bobáka je uvedeno na pomníku Obětem 2. světové války, který se nachází ve Zlíně v parku Komenského. Pomník je na mapách nazýván jako „Památník osvobození (Partyzán)“ podle 240 cm vysoké plastiky partyzána od českého akademického sochaře a designéra Vincence Makovského. Památník pochází z let 1946 / 1947. Na deskách, jež jsou vlevo a vpravo předsunuté na samostatných „kvádrech“ v předpolí plastiky, je uvedeno značné množství jmen. Vladislav Bobák je uveden na pravé straně v levém kvadrantu textem: „BOBÁK VLADISLAV 4.12.1912 12.6.1943 BERLÍN“.

## Dopis
V roce 2021 při zevrubném průzkumu části Archivu bezpečnostních složek (ABS) objevil historik a badatel Jan B. Uhlíř ve složce týkající se odbojáře Vladislava Bobáka zalepenou obálku, která obsahovala jeho čtyřstránkový dopis na rozloučenou. Ten psal jen několik hodin před svou popravou gilotinou dne 12. července 1943 v cele smrti v berlínské věznici Plötzensee. Česky psaný dopis adresoval svým prarodičům, ale žádní jeho pozůstalí jej nikdy nedostali, protože byl zadržen německou cenzurou, která začervenila „závadné“ pasáže, dle nichž odsouzený nelitoval svých činů nýbrž doufal v porážku třetí říše. Dopis byl předán (s odstupem téměř 80 let) Bobákově neteři paní Ludmile Vavrečkové.